# Judo-Weltmeisterschaften 2021

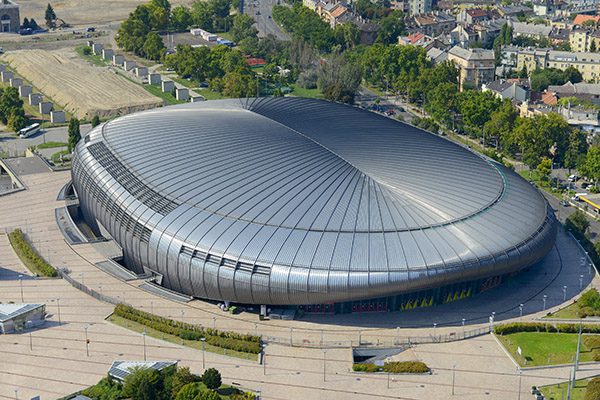
László Papp Sportarena

Die 34. Judo-Weltmeisterschaften fanden vom 6. bis 13. Juni 2021 statt.
Ursprünglich wurde am 17. September 2018 im Rahmen der Weltmeisterschaft in Baku die österreichische Hauptstadt Wien mit der Ausrichtung beauftragt. Die Veranstaltung sollte vom 12. bis zum 19. September 2021 in der Stadthalle stattfinden.
Am 12. Oktober 2019 entzog die International Judo Federation (IJF) Österreich die Weltmeisterschaft, nachdem der Österreichische Judoverband es verabsäumt hatte, fristgerecht eine Rate für deren Durchführung zu überweisen.
Im Januar 2020 wurde dann die Weltmeisterschaft an Taschkent vergeben. Nachdem die Olympischen Spiele 2020 wegen der COVID-19-Pandemie auf das Jahr 2021 verschoben worden waren, vereinbarte die IJF im Oktober mit dem ungarischen Judoverband, dass ab dem 6. Juni 2021 in der László Papp Sportarena in Budapest Weltmeisterschaften ausgetragen werden sollten, die als letzte Olympiaqualifikation konzipiert waren.

## Ergebnisse

### Männer
| Gewichtsklasse | Gold                     | Silber              | Bronze                  |
| -------------- | ------------------------ | ------------------- | ----------------------- |
| - 60 kg        | Jago Abuladse            | Gusman Kyrgysbajew  | Kəramət Hüseynov        |
| - 60 kg        | Jago Abuladse            | Gusman Kyrgysbajew  | Francisco Garrigós      |
| - 66 kg        | Joshiro Maruyama         | Manuel Lombardo     | Jakub Schamilow         |
| - 66 kg        | Joshiro Maruyama         | Manuel Lombardo     | Jondonperenlein Baschüü |
| - 73 kg        | Lascha Schawdatuaschwili | Tommy Macias        | Soichi Hashimoto        |
| - 73 kg        | Lascha Schawdatuaschwili | Tommy Macias        | Bilal Çiloğlu           |
| - 81 kg        | Matthias Casse           | Tato Grigalaschwili | Frank de Wit            |
| - 81 kg        | Matthias Casse           | Tato Grigalaschwili | Anri Egutidze           |
| - 90 kg        | Nikoloz Sherazadishvili  | Davlat Bobonov      | Marcus Nyman            |
| - 90 kg        | Nikoloz Sherazadishvili  | Davlat Bobonov      | Krisztián Tóth          |
| - 100 kg       | Jorge Fonseca            | Aleksandar Kukolj   | Warlam Liparteliani     |
| - 100 kg       | Jorge Fonseca            | Aleksandar Kukolj   | Ilia Sulamanidse        |
| + 100 kg       | Kokoro Kageura           | Tamerlan Baschajew  | Jakiw Chammo            |
| + 100 kg       | Kokoro Kageura           | Tamerlan Baschajew  | Roy Meyer               |

### Frauen
| Gewichtsklasse | Gold                | Silber            | Bronze                 |
| -------------- | ------------------- | ----------------- | ---------------------- |
| - 48 kg        | Natsumi Tsunoda     | Wakana Koga       | Mönchbatyn Urantsetseg |
| - 48 kg        | Natsumi Tsunoda     | Wakana Koga       | Julia Figueroa         |
| - 52 kg        | Ai Shishime         | Ana Perez Box     | Fabienne Kocher        |
| - 52 kg        | Ai Shishime         | Ana Perez Box     | Gefen Primo            |
| - 57 kg        | Jessica Klimkait    | Momo Tamaoki      | Theresa Stoll          |
| - 57 kg        | Jessica Klimkait    | Momo Tamaoki      | Nora Gjakova           |
| - 63 kg        | Clarisse Agbegnenou | Andreja Leški     | Anja Obradović         |
| - 63 kg        | Clarisse Agbegnenou | Andreja Leški     | Sanne Vermeer          |
| - 70 kg        | Barbara Matić       | Yōko Ōno          | Michaela Polleres      |
| - 70 kg        | Barbara Matić       | Yōko Ōno          | Sanne van Dijke        |
| - 78 kg        | Anna-Maria Wagner   | Madeleine Malonga | Guusje Steenhuis       |
| - 78 kg        | Anna-Maria Wagner   | Madeleine Malonga | Mami Umeki             |
| + 78 kg        | Sarah Asahina       | Wakaba Tomita     | Beatriz Souza          |
| + 78 kg        | Sarah Asahina       | Wakaba Tomita     | Maria Suelen Altheman  |

### Teamwettbewerb Mixed
| Gewichtsklasse | Gold  | Silber     | Bronze     |
| -------------- | ----- | ---------- | ---------- |
| Mannschaft     | Japan | Frankreich | Usbekistan |
| Mannschaft     | Japan | Frankreich | Brasilien  |

## Medaillenspiegel
| Rang      | Land                      | Gold | Silber | Bronze | Gesamt |
| --------- | ------------------------- | ---- | ------ | ------ | ------ |
| 1         | Japan                     | 6    | 4      | 2      | 12     |
| 2         | Frankreich                | 1    | 2      | 0      | 3      |
| 3         | Georgien                  | 1    | 1      | 2      | 4      |
| 3         | Spanien                   | 1    | 1      | 2      | 4      |
| 5         | Russische Judo-Föderation | 1    | 1      | 1      | 3      |
| 6         | Portugal                  | 1    | 0      | 1      | 2      |
| 6         | Deutschland               | 1    | 0      | 1      | 2      |
| 8         | Belgien                   | 1    | 0      | 0      | 1      |
| 8         | Kanada                    | 1    | 0      | 0      | 1      |
| 8         | Kroatien                  | 1    | 0      | 0      | 1      |
| 11        | Schweden                  | 0    | 1      | 1      | 2      |
| 11        | Serbien                   | 0    | 1      | 1      | 2      |
| 11        | Usbekistan                | 0    | 1      | 1      | 2      |
| 14        | Italien                   | 0    | 1      | 0      | 1      |
| 14        | Kasachstan                | 0    | 1      | 0      | 1      |
| 14        | Slowenien                 | 0    | 1      | 0      | 1      |
| 17        | Niederlande               | 0    | 0      | 5      | 5      |
| 18        | Brasilien                 | 0    | 0      | 3      | 3      |
| 19        | Mongolei                  | 0    | 0      | 2      | 2      |
| 20        | Aserbaidschan             | 0    | 0      | 1      | 1      |
| 20        | Israel                    | 0    | 0      | 1      | 1      |
| 20        | Kosovo                    | 0    | 0      | 1      | 1      |
| 20        | Österreich                | 0    | 0      | 1      | 1      |
| 20        | Schweiz                   | 0    | 0      | 1      | 1      |
| 20        | Türkei                    | 0    | 0      | 1      | 1      |
| 20        | Ukraine                   | 0    | 0      | 1      | 1      |
| 20        | Ungarn                    | 0    | 0      | 1      | 1      |
| Insgesamt | Insgesamt                 | 15   | 15     | 30     | 60     |